# Gianfranco Chávez
Gianfranco Chávez Massoni (Lima, Perú; 10 de agosto de 1998) es un futbolista peruano. Juega como defensa central y su equipo actual es Alianza Lima de la Liga 1 del Perú.
Chávez ha integrado la selección de fútbol del Perú y lo hizo anteriormente también en sus categorías sub-15, sub-17, sub-20 y sub-23, incluso siendo capitán de esta última.

## Trayectoria

### Sporting Cristal

#### Primera etapa (2013-2018)
Gianfranco Chávez llegó a las divisiones menores de Sporting Cristal con 10 años participando de la categoría 97. Campeonó en la Copa de la Amistad 2013, donde fue figura en la defensa central del conjunto rímense durante la Copa Federación 2015, la cual ganaron. Debutó en el torneo de reservas en 2016, año en el que salieron campeones y en el segundo semestre del año disputó la Copa Modelo Centenario 2016, la cual también ganó con el equipo rímense. Su debut con el primer equipo fue el 14 de abril de 2017 en la victoria por 4-1 sobre Alianza Atlético. En esa ocasión ingresó al minuto 64 en lugar de Joel Sánchez. Jugó poco ese año con el plantel principal pero logró el subcampeonato en el Torneo de Reserva 2017. Durante el primer semestre del 2018 disputó el Torneo de Reserva 2018 y el 21 de abril de ese año jugó los 90 minutos en el partido del primer equipo ante la Universidad San Martín por el Torneo de Verano.

### Deportivo Coopsol

#### Titularidad y experiencia (2018)
Ya con contrato profesional vigente con Sporting Cristal hasta 2021, a fines de julio de 2018, el club rímense lo cedió al Deportivo Coopsol de la Segunda División del Perú para que gane minutos y ritmo de juego. Es así que el 4 de agosto de ese año Chávez debutó con Coopsol en la victoria por 2 a 1 sobre Juan Aurich, sin embargo se fue expulsado por doble tarjeta amarilla al minuto 62. El 2 de septiembre de 2018, Chávez anotó sus dos primeros goles en la goleada por 8-0 sobre Serrato Pacasmayo, ambos seguidos, al minuto 88 y al 89. Además dio la primera asistencia de su carrera a Enzo Borges, en el primer tanto del partido. Disputó un total de 10 partidos con Coopsol en segunda división.

### Sporting Cristal

#### Segunda etapa y más títulos (2018-2025)
En noviembre de 2018, Chávez retornó a Cristal una vez culminado el campeonato de segunda división. Iniciada la temporada 2019, Chávez reemplazó a Renzo Revoredo, habitual titular que terminó siendo baja por lesión, en el partido ante Alianza Lima, siendo una de las figuras en la victoria por 1-0 con una asistencia a su favor. Desde entonces se terminó consolidando en la zaga central de Sporting Cristal, jugando a lado de Omar Merlo.
Alianza Lima
En julio del 2025, Gianfranco Chávez fue adquirido como refuerzo del Club Alianza Lima para disputar la Copa Sudamericana y el Torneo Clausura del Perú de dicho año, el club íntimo pago 200 mil dólares por los derechos del jugador, teniendo un contrato con duración hasta diciembre del año 2027.

## Selección nacional
Ha sido parte de la selección de fútbol de Perú en las categorías sub-15, sub-17, sub-20 y sub-23, además de ser convocado a la mayor. Fue el capitán de Perú en el Campeonato Sudamericano de Fútbol Sub-15 de 2013 desarrollado en Bolivia, que significó el primer título peruano en su historia.
Con la categoría sub-17 participó en el torneo masculino de fútbol en los Juegos Suramericanos de 2014, competición en la que Perú no pasó la primera fase, quedando en quinto puesto. También disputó el Campeonato Sudamericano de Fútbol Sub-20 de 2017 realizado en Ecuador donde jugó los cuatro partidos de Perú.
En abril de 2019, fue convocado a la selección sub-23 de Perú por Nolberto Solano para el primer microciclo con miras a los Juegos Panamericanos de 2019 y el 27 de junio se anunció su convocatoria en la lista final de 18 convocados para dicho torneo. Fue titular en la escuadra peruana que solo logró hacer un punto en su grupo, quedando finalmente en la séptima posición. Tiempo después fue incluido en la lista final para participar en el Torneo Preolímpico Sudamericano Sub-23 de 2020, donde fue capitán del seleccionado, disputando todos los partidos. El 15 de mayo de 2019 recibió su primera convocatoria a la selección mayor al ser incluido en la lista preliminar de 40 jugadores para la Copa América 2019, sin embargo no quedó en la lista final.

### Participación en Campeonatos Sudamericanos
| Torneo                      | Sede     | Resultado      | Partidos | Goles |
| --------------------------- | -------- | -------------- | -------- | ----- |
| Sudamericano Sub-15 de 2013 | Bolivia  | Campeón        | 6        | 0     |
| Sudamericano Sub-20 de 2017 | Ecuador  | Fase de grupos | 4        | 0     |
| Preolímpico Sub-23 de 2020  | Colombia | Fase de grupos | 4        | 0     |

### Participación en Juegos Panamericanos
| Torneo                       | Sede | Resultado     | Partidos | Goles |
| ---------------------------- | ---- | ------------- | -------- | ----- |
| Juegos Panamericanos de 2019 | Perú | Séptimo lugar | 3        | 0     |

## Clubes y estadísticas
Actualizado el 6 de noviembre de 2022.
| Sporting Cristal · Perú | 2017             | 1ª               | 2   | 0 | — | — | 0  | 0 | 2   | 0 |
| Sporting Cristal · Perú | 2018             | 1ª               | 1   | 0 | — | — | 0  | 0 | 1   | 0 |
| Sporting Cristal · Perú | 2019             | 1ª               | 26  | 0 | 4 | 0 | 6  | 0 | 36  | 0 |
| Sporting Cristal · Perú | 2020             | 1ª               | 31  | 2 | — | — | 2  | 0 | 33  | 2 |
| Sporting Cristal · Perú | 2021             | 1ª               | 21  | 1 | 4 | 0 | 6  | 0 | 31  | 1 |
| Sporting Cristal · Perú | 2022             | 1ª               | 30  | 2 | — | — | 6  | 0 | 36  | 2 |
| Sporting Cristal · Perú | 2023             | 1ª               | 31  | 1 | — | — | 11 | 0 | 42  | 1 |
| Sporting Cristal · Perú | 2024             | 1ª               | 25  | 1 | — | — | 2  | 0 | 27  | 1 |
| Sporting Cristal · Perú | 2025             | 1ª               | 5   | 0 | — | — | 2  | 0 | 7   | 0 |
| Sporting Cristal · Perú | Total club       | Total club       | 172 | 7 | 8 | 0 | 35 | 0 | 215 | 7 |
| Deportivo Coopsol · Perú | 2018             | 2ª               | 10  | 2 | — | — | —  | — | 10  | 2 |
| Deportivo Coopsol · Perú | Total club       | Total club       | 10  | 2 | 0 | 0 | 0  | 0 | 10  | 2 |
| Total en carrera | Total en carrera | Total en carrera | 182 | 8 | 8 | 0 | 35 | 0 | 225 | 9 |
| (1)Incluye datos de la Copa Bicentenario (Perú). (2)Incluye datos de la Copa Libertadores de América y la Copa Sudamericana. |                  |                  |     |   |   |   |    |   |     |   |

### Participaciones internacionales
| Torneo                 | Club             | País | Resultado                    |
| ---------------------- | ---------------- | ---- | ---------------------------- |
| Copa Libertadores 2017 | Sporting Cristal | Perú | Fase de grupos               |
| Copa Libertadores 2019 | Sporting Cristal | Perú | Fase de grupos               |
| Copa Sudamericana 2019 | Sporting Cristal | Perú | Octavos de final             |
| Copa Libertadores 2020 | Sporting Cristal | Perú | Segunda fase                 |
| Copa Libertadores 2021 | Sporting Cristal | Perú | Fase de grupos               |
| Copa Sudamericana 2021 | Sporting Cristal | Perú | Cuartos de final             |
| Copa Libertadores 2022 | Sporting Cristal | Perú | Fase de grupos               |
| Copa Libertadores 2023 | Sporting Cristal | Perú | Fase de grupos               |
| Copa Sudamericana 2023 | Sporting Cristal | Perú | Play-off de octavos de final |
| Copa Libertadores 2024 | Sporting Cristal | Perú | Segunda fase                 |
| Copa Libertadores 2025 | Sporting Cristal | Perú |                              |

## Palmarés

### Torneos cortos
| Título           | Club             | País | Año  |
| ---------------- | ---------------- | ---- | ---- |
| Torneo de Verano | Sporting Cristal | Perú | 2018 |
| Torneo Apertura  | Sporting Cristal | Perú | 2021 |

### Campeonatos nacionales
| Título                    | Club             | País | Año  |
| ------------------------- | ---------------- | ---- | ---- |
| Primera División del Perú | Sporting Cristal | Perú | 2020 |
| Copa Bicentenario         | Sporting Cristal | Perú | 2021 |

### Campeonatos internacionales
| Título                                   | País | Año  |
| ---------------------------------------- | ---- | ---- |
| Campeonato Sudamericano de Fútbol Sub-15 | Perú | 2013 |

### Distinciones individuales
| Distinción                                                                | Año              |
| ------------------------------------------------------------------------- | ---------------- |
| Nominado a mejor jugador de la Copa FPF categoría 98                      | 2013, 2014, 2016 |
| Mejor once de la Liga 1 según la SAFAP                                    | 2019             |
| Equipo ideal de la Liga 1 según el portal periodístico Dechalaca.com      | 2019             |
| Once ideal de la Liga 1                                                   | 2019             |
| Mejor once de la Liga 1 según la SAFAP                                    | 2020             |
| Once ideal de la Liga 1                                                   | 2020             |
| Preseleccionado como defensa en el mejor once de la Liga 1 según la SAFAP | 2021             |